# هشام سرور
هشام سرور (1962 - 13 فبراير 2017) عميد وخبير إستراتيجي مصري معروف.

## عن حياته
ولد هشام سرور في عام 1962 ويعتبر أحد أبناء القوات المسلحة، فهو خريج الدفعة رقم 78 حربية سنة 1985، عاش أغلب حياته العسكرية في سلاح الصاعقة، وعرف بعد ثورة 25 يناير بتحليلاته للأحداث المهمة يعتبر أيضا من الوجوه الإعلامية المعروفة، إذ ظهر في العديد من البرامج التليفزيونية لتحليل الأحداث الأمنية والسياسية.

## وفاته
توفي في يوم 13 فبراير 2017 عن عمر ناهز 55 عاما بعد صراع طويل مع المرض وقد نعاه عدد كبير من رواد مواقع التواصل الاجتماعي.